# 潘攀
潘攀（1986年4月27日—），河北石家莊人，中國前女子羽毛球運動員，世界羽聯最高世界排名第5位（2010年第50週），於2012年退役，現為中國國家羽毛球隊助理教练。

## 簡歷
潘攀9歲開始跟隨石家莊市的胡擁軍教練學打羽毛球，但並沒有進入體校接受訓練。到她13歲時，八一羽毛球隊招募隊員，爸爸便把她送到福州，進行專業的系統訓練。而跟她同時進入八一隊的還有蔣燕皎、汪鑫和另外兩名女隊員，教練並稱她們為「五朵金花」。
潘攀16歲時首次入選中國國家二隊，但由於腳傷關係曾一度被退回八一隊；翌年才再次入選。2004年，曾和八一隊的隊友馮晨合作獲得亞青賽和世青賽的第二名。2006年5月，潘攀入選國家一隊。在一次練習中，潘攀和田卿配合得不錯，便被教練安排她們配合組對。
2009年5月，潘攀代表國家隊出戰2009年蘇迪曼盃，代替膝傷復發的赵婷婷伙拍老將张亚雯出戰女雙比賽。這對「臨時組合」首仗即以2-0擊敗英格蘭選手加布里·怀特/珍妮·沃爾沃克。然而，潘攀與田卿的正規組合，在這年的表現卻未如理想。在國家隊進行的備戰世錦賽集訓中，她們更連番不敵隊中的其他組合，最後把出戰2009年世界羽毛球錦標賽的資格拱手相讓予王晓理/马晋。
2012年倫敦奧運會後，潘攀結束了球員生涯，成為中國國家隊教練團隊的一員，成為一名助理教練。

## 主要比賽成績
只列出曾進入準決賽的國際賽事成績：
| 年份   | 賽事                     | 公開賽級別 | 項目     | 拍檔   | 成績   |
| ------ | ------------------------ | ---------- | -------- | ------ | ------ |
| 2004年 | 法國羽毛球公開賽         |            | 女子雙打 | 冯晨   | 亞軍   |
| 2006年 | 亞洲羽毛球錦標賽         | 其他       | 女子雙打 | 田卿   | 銅牌   |
| 2007年 | 菲律賓羽毛球公開賽       | 黃金大獎賽 | 女子雙打 | 田卿   | 亞軍   |
| 2007年 | 碧特博格羽毛球大獎賽     | 大獎賽     | 女子雙打 | 田卿   | 準決賽 |
| 2007年 | 中國羽毛球超級賽         | 超級賽     | 女子雙打 | 田卿   | 準決賽 |
| 2009年 | 德國羽毛球大獎賽         | 大獎賽     | 女子雙打 | 田卿   | 亞軍   |
| 2009年 | 馬來西亞羽毛球黃金大獎賽 | 黃金大獎賽 | 混合雙打 | 张楠   | 準決賽 |
| 2009年 | 中國羽毛球大師賽         | 超級賽     | 女子雙打 | 田卿   | 準決賽 |
| 2009年 | 丹麥羽毛球超級賽         | 超級賽     | 女子雙打 | 张亚雯 | 冠軍   |
| 2010年 | 全英羽毛球超級賽         | 超級賽     | 女子雙打 | 田卿   | 準決賽 |
| 2010年 | 亞洲羽毛球錦標賽         | 其他       | 女子雙打 | 田卿   | 金牌   |
| 2010年 | 碧特博格羽毛球黃金大獎賽 | 黃金大獎賽 | 女子雙打 | 田卿   | 冠軍   |
| 2010年 | 中國羽毛球超級賽         | 超級賽     | 女子雙打 | 田卿   | 準決賽 |
| 2010年 | 香港羽毛球超級賽         | 超級賽     | 女子雙打 | 田卿   | 準決賽 |
| 2011年 | 馬來西亞羽毛球超級賽     | 超級賽     | 女子雙打 | 杜婧   | 準決賽 |
| 2011年 | 韓國羽毛球首要超級賽     | 首要超級賽 | 女子雙打 | 杜婧   | 準決賽 |
| 2011年 | 印尼羽毛球黃金大獎賽     | 黃金大獎賽 | 混合雙打 | 洪炜   | 準決賽 |
| 2012年 | 德國羽毛球黃金大獎賽     | 黃金大獎賽 | 女子雙打 | 成淑   | 準決賽 |
| 2012年 | 亞洲羽毛球錦標賽         | 其他       | 女子雙打 | 成淑   | 銅牌   |
| 2012年 | 泰國羽毛球黃金大獎賽     | 黃金大獎賽 | 女子雙打 | 成淑   | 亞軍   |
| 2012年 | 優霸盃                   | 其他       | 女子團體 | －     | 金牌   |

| 2007-2017年 | 首要超級賽 | 超級賽 | 黃金大獎賽 | 大獎賽 | 國際挑戰賽 | 國際系列賽 | 未來系列賽 | 其他 |

### 世界冠軍頭銜
潘攀在羽毛球生涯中共奪得2項羽毛球世界冠軍頭銜。
| 賽事     | 奪冠次數 | 年份               |
| -------- | -------- | ------------------ |
| 尤伯杯   | 1        | 2012年（女子團體） |
| 蘇迪曼杯 | 1        | 2009年（混合團體） |
| 總計     | 2        |                    |

### 奧運會和世錦賽參賽紀錄
|          | 搭檔 | 2010 |
| -------- | ---- | ---- |
| 女子雙打 | 田卿 | 8強  |

## 個人生活
潘攀的丈夫是國家隊的隊友徐晨。她在左脚腕上纹有“panc”的纹身，是她和徐晨名字的缩写。二人在2014年6月3日結婚。